# Thaumatopsis actuellus
Thaumatopsis actuellus là một loài bướm đêm trong họ Crambidae.